# Palparidius concinnus
Palparidius concinnus är en insektsart som beskrevs av Louis Albert Péringuey 1910. Palparidius concinnus ingår i släktet Palparidius och familjen myrlejonsländor. Inga underarter finns listade i Catalogue of Life.